# Praedicate evangelium
La  Praedicate evangelium (in lingua italiana "Predicate il vangelo") è la costituzione apostolica con la quale papa Francesco ha decretato la riforma della Curia romana. Fu pubblicata in lingua italiana il 19 marzo 2022, solennità di san Giuseppe, per entrare in vigore il 5 giugno dello stesso anno, solennità di Pentecoste, abrogando la costituzione apostolica Pastor Bonus di papa Giovanni Paolo II del 28 giugno 1988.

## Caratteristiche principali
(Costituzione apostolica Praedicate evangelium, Preambolo, 11-12)
Questa costituzione apostolica presenta tra le principali caratteristiche:
- una maggiore enfasi sull'evangelizzazione ed in particolare un'impostazione missionaria della Curia affinché sia a servizio del Papa, della Chiesa e del mondo;
- una maggiore collaborazione degli organismi curiali con le Conferenze episcopali al fine di valorizzare la dimensione sinodale nella Chiesa e di favorire una «sana decentralizzazione» di alcune competenze, permettendo ai Vescovi diocesani di poter disporre di quelle questioni che conoscono da vicino;
- l'opzione preferenziale per i poveri, alla protezione dei minori e delle persone vulnerabili;
- una semplificazione nella terminologia. Per esempio, con la parola "Dicastero", si sostituiscono i termini "Congregazione" e "Pontificio consiglio"; adesso inoltre per "Dicasteri" ci si riferisce solo ad alcune Istituzioni curiali e non più a tutte, come si intendevano prima; con questa riforma si adopera il termine "Unità curiali" per ciascuna categoria di organismi che formano la Curia, quindi Segreteria di Stato, Dicasteri, Organismi giudiziari, Organismi economici e Uffici. Le "Istituzioni curiali" sono l'insieme di queste Unità;
- la possibilità data a tutti i battezzati, compresi i laici, di ricoprire ruoli di governo nella Curia, prima affidati solo ai chierici,[2] poiché ogni cristiano, in virtù del Battesimo ricevuto, è chiamato ad essere un discepolo-missionario a servizio della Chiesa e del mondo; si ricorda anche che ogni Istituzione curiale è caratterizzata da «un'indole vicaria» poiché «compie la propria missione in virtù della potestà ricevuta dal Romano Pontefice in nome del quale opera»;[3]
- introduzione degli Organismi economici tra le Istituzioni curiali, la maggior parte dei quali sono stati eretti prima di questa riforma da papa Francesco  e cioè la Segreteria per l'economia, il Consiglio per l'economia, l'Ufficio del Revisore generale e la Commissione di materie riservate e che adesso vengono istituzionalizzati con l'aggiunta del Comitato per gli investimenti; si modifica inoltre il ruolo del Camerlengo nel periodo di sede vacante durante la quale sarà coadiuvato dal Cardinale Coordinatore del Consiglio per l'economia e da 2 assistenti;
- una maggiore importanza data all'Elemosineria apostolica, che assume anche il nome di Dicastero per il servizio della carità ed entra a far parte tra gli organismi della Curia romana; prima infatti l'Elemosineria era un'istituzione esterna della Curia ed era solo collegata ad essa;
- l'erezione del Dicastero per l'evangelizzazione, presieduto direttamente dal papa,[4] che acquisisce le competenze della Congregazione per l'evangelizzazione dei popoli e del Pontificio consiglio per la promozione della nuova evangelizzazione, contestualmente soppressi;[5]
- l'erezione del Dicastero per la cultura e l'educazione, che acquisisce le competenze della Congregazione per l'educazione cattolica e del Pontificio consiglio della cultura, contestualmente soppressi.

## Struttura della costituzione apostolica
La costituzione apostolica si compone di undici parti, numerate in numeri romani.
- I: Preambolo
- II: Principi e criteri per il servizio della Curia romana
- III: Norme generali
- IV: Segreteria di Stato
- V: Dicasteri
- VI: Organismi di giustizia
- VII: Organismi economici
- VIII: Uffici
- IX: Avvocati
- X: Istituzioni collegate con la Santa Sede
- XI: Norma transitoria